# Mag: Sekrety nieśmiertelnego Nicholasa Flamela
Mag (ang. The Magician. The Secrets of the Immortal Nicholas Flamel) – druga z sześciu powieści fantasy irlandzkiego pisarza Michaela Scotta z serii Sekrety nieśmiertelnego Nicholasa Flamela, wydana w Polsce w 2009 roku. Jest kontynuacją książki Alchemik.

## Fabuła
Po wydarzeniach z Ojai, Sophie, Josh wraz z Nicholasem Flamelem i Scatty przenieśli się do Paryża. Do Dee, jako że nie spełnił swojego zadania, został przydzielony partner i jego odwieczny rywal - Niccolò Machiavelli.

Tymczasem bliźnięta wraz z Nicholasem i Scatty zostają uratowani pod wieżą Eiffla przez dawnego ucznia Alchemika - hrabiego de Saint-Germaina, który ma nauczyć Sophie podstaw Magii Ognia.

Josh zaczyna powoli ufać Alchemikowi, gdyż ten powierzył mu strony z Kodeksu oraz bliźniaczy miecz Excalibura - Calrent, miecz Ognia. Chłopak zostanie również Przebudzony... Przez przedstawiciela Mrocznego Klanu!

Dzięki pomocy ducha Juan Manuel de Ayal, Perenelle udaje uciec się z więzienia. W lochach Alcatraz Czarodziejka spotyka Areop-Enap - przedstawiciela Pierwszej Generacji Starszych i nowego sojusznika w walce z Dee i Mrocznym Klanem.